# 味園ユニバース
『味園ユニバース』（みそのユニバース、英題：La La La at Rock Bottom）は、2015年2月14日に公開された日本映画。監督は山下敦弘、主演は映画単独初主演となる渋谷すばる。

## ストーリー
大阪・千日前に実在する味園ビルにあるユニバースが舞台。2014年夏、大阪のある広場で行われていた「赤犬」のライブ中、突然若い男が乱入し「古い日記」を圧倒的な歌声で披露しはじめる。その男には歌うこと以外の記憶が無く、それに興味を持った「赤犬」マネージャーのカスミは彼に「ポチ男」と名付け自宅兼スタジオで働かせることになるも、男の失われた過去には大きな問題があった。
やがて記憶を取り戻したポチ男は、昔の仲間のもとに戻ろうとするも、そこにカスミが現れる。

## 登場人物
大森茂雄/ポチ男
演 - 渋谷すばる
記憶喪失の男で喫煙者（ヘビースモーカー）。刑務所から出所したシーンからスタートする。1年半の懲役後に、仲間の迎えの車から降りた直後に拉致され、人気の無い場所でバットで頭を殴られて気絶する。目覚めた時にはホームレスに逮捕された時に着ていた名前入りの作業着を盗まれ、血を洗うために寄った公衆トイレの鏡に映る自分を見て、誰なのかわからず、名前も、過去も全て忘れてしまう。翌日に赤犬のライブに乱入し、マイクを奪って「古い日記」をアカペラで歌い、気絶する。マキコに診てもらうと「頭を殴られて記憶喪失になった」と診断され、困り果てたカスミに翌日に警察署に行方不明者として連れて行かれるも、目の前で捕まえられて暴れる青年と警察官を見てパニックになり逃げ出す。名前がないままであるため、カスミに「ポチ男」と名付けられ、カスミたちの家に居候しながらカスミの経営する人手不足なカラオケボックスの手伝いも始める。時々記憶が戻る様子もあるが、その度にパニックになる。全てを失ったが、カスミに歌が上手い事と、赤犬のボーカルが事故でライブに出られなくなった代わりに赤犬のボーカルを言い渡される。カスミが大事にしている「4つの事」を見習い、自分にも「大事なもの」を1つ見つける。なんとなくだが「自分は危険な人物」と思うようになる。記憶喪失のせいか、目に付いて気に入ったものはカスミに見せて持ち帰る癖がある。赤犬のライブが決まり、新しい人生を作ろうとするも、ライブの準備中に父親の歌声が入ったカセットを聴いてしまったことで完全に記憶が戻り、慌てて実家に預けた息子の元へ行くも、息子・マサルは自分の事は全く覚えておらず、さらには実の姉・のり子にも「頼むから、死んでくれ」と言われ、現実を突きつけられる。カスミの元を去り、タクヤに頭を下げて再びチンピラに戻ろうとする。
佐藤カスミ
演 - 二階堂ふみ
赤犬のマネージャーをしながら実家のカラオケボックス兼音楽スタジオを経営。認知症の祖父と二人暮らし。2年前に事故で父親を亡くしている。母親もすでに他界しているらしく、実家を継ぐために高校には通わなかった。「日めくりカレンダー」は相変わらず父が亡くなった日からめくられておらず、父の部屋もそのままにしていた。赤犬やマキコに押し付けられる形でポチ男を預かる事になった。しっかり者で勝気だが、ポチ男の過去をあり得ない妄想(ポチ男が歌が下手なアイドルの影武者であり、その正体がバレかけたために事務所から記憶を消されたなど)をして楽しんだり、トマトが苦手だったり、絵が下手だったり、スイカの種を飛ばすのをポチ男と競ったりと子供っぽい面も持つ。赤犬のマネージャーをする時は黒いセーラー服で赤いヘアバンドをする。父譲りで音楽にかける情熱は人一倍強い。「生きるために必要なもの」を4つだけと決めており、その4つを真剣に取り組みたいと思っている。「ポチ男」の名付け親。ポチ男の記憶を取り戻すのを次第に望まなくなり、素性を知ってもポチ男に嘘をついたり、隠したりしていたが、ポチ男が記憶を取り戻してしまい、亀裂が生じる。
マキコ
演 - 鈴木紗理奈
医師。ざっくばらんな典型的な大阪の姉ちゃんな性格。酒豪であり喫煙者（ヘビースモーカー）でもある。よく味園にある赤犬メンバー・リシュウが経営するバー「マンティコア」で飲んでいる。カスミにとって「生きるために必要なもの」の1つ。カスミには「マキちゃん」と呼ばれている。赤犬を「おっさんら」と呼んでいる。見た目や私服が派手で医師らしくはないが、腕前は確か。診察では必ず白衣を着ている。病院長にも顔が利く。ポチ男の治療代はポチ男がマキコに酒を奢る事にしている。カスミの事は親友としても見ているが、母親や姉のようにも見ており、心理的には一番近い存在である。カスミがポチ男に恋心を抱いているのを見抜いた。
赤犬
演 - 赤犬（本人役）
カスミの「生きるために必要なもの」の1つ。大阪で音楽活動をしているバンド。人気はそこそこあるがバンドで食べているわけではなく、趣味程度で本人たちもバンドで稼ぐ気はなく、子持ちのメンバーもいる。
- タカ・タカアキ：ボーカル。「恵比須町祭り」でムード歌謡を歌っていた際にポチ男に突き飛ばされて怪我をしている。さらにライブ前にタクシーで追突事故に遭い、全治2か月の怪我をする。ポチ男が現れてから散々な目に遭っている。
- ロビン
- ヒデオ
- テッペイ
- グッチ
- マル
- ダイ
- リシュウ：味園ビルに「マンティコア」というバーを開いている。料理も提供しているカウンターだけの狭く薄暗いバーである。
- チョッピー
- オカP
- カモ
- リョウ
- ヨシヲ
- アラタ

タクヤ
演 - 川原克己（天竺鼠）
茂雄の裏での雇い主。「ヒューマンサービスエージェンシー」社長。出所した茂雄を迎えに来た。茂雄の着ていた服の防虫剤の匂いすらわからないほど酷い鼻炎持ち。競馬好き。茂雄を記憶喪失にした黒幕。肝が据わっており、自らが重要ではないと判断した人間には表向きの同情しかしない。
ショウ
演 - 松澤匠
タクヤの舎弟。タクヤの運転手をしている。茶髪でチャラ男。下品で常にニヤニヤしている。喧嘩っ早い。ポチ男を発見した人物。オムライスはトロトロ派。
佐藤耕太郎（カスミの祖父）
演 - 野口貴史
ボケ気味で、ポチ男を息子と間違えたり、金本知憲がまだ現役だと思っている。カスミの「生きるために必要なもの」の1つ。カスミやポチ男からは「おじい」と呼ばれている。空き缶潰しが日課で、いつも下着と股引姿。ツナが好き。カスミをカスミの母親の「シズエさん」、ポチ男は息子の「タカノリ」と間違えている。ポチ男が記憶を取り戻すきっかけとなる。記憶が途切れるため、ポチ男を誰だかわからなくなったり、ポチ男がいなくなってもまだポチ男がいると思って「ツナ卵丼」をポチ男を探して強請っていた。記憶が途切れていても、カスミを愛する気持ちは途切れず、カスミの頭を優しく撫でたりしている。
大森のり子（茂雄の姉）
演 - 松岡依都美
夫と共に父が残した豆腐屋を営んでいる。笑顔で接客をしているが、カスミが茂雄の事を聞いてきた瞬間に顔を引きつらせて店仕舞いをした。茂雄が息子のマサルを残し、さらに店の金まで盗んで逃げた挙句に逮捕された事で茂雄を身内とは思っておらず、茂雄と同じく身勝手なまま死んだ父親も嫌っている。マサルの事は実の息子として大切に育てており、引き取りにきた茂雄が「改心した」と主張しても「刑務所に入ったくらいで変わるなら私も入りたい」と鼻で笑い、豆腐屋が嫌いな事を話し、茂雄に「そんなに嫌なら辞めたら良い」と怒鳴りつけられるが「豆腐の匂いは嫌だけど、あんたよりはマシ」と言い争いになりかけたが、心配したマサルの声を聞いて我に返り、茂雄に「頼むから死んでくれ」と言い放った。
大森利行（のり子の夫）
演 - 宇野祥平
のり子と共にマサルを育てながら豆腐屋を経営している。豆腐を作り、接客はのり子に任せている。寡黙で前に出るタイプではなくのり子の尻に敷かれているように見えるが、実際はのり子とマサルと3人で「ごくごく普通の家族」として平穏に暮らしたいが故の行動である。茂雄のことはのり子ほど拒絶はしていないが、関わりたくないと感じている。マサルを実の子として可愛がり守っている。それ故にカスミや茂雄に優しいながらも残酷な現実を突きつける。しかし、それはマサルの将来を考えれば親としては正解の態度であり、のり子を守る意味でも、一番人間として「まともで現実的」な人物である。
マサル（茂雄の息子）
演 - 中村文徳
実母とは乳離れする前に両親が別れており、引き取った茂雄がのり子夫婦にマサルを物心つく前に預けて行方をくらませた。いつも店の前で椅子に座り山の本を読んでおり、山に詳しい。育ての親ののり子夫婦を本当の両親と思っており、「お父ちゃん・お母ちゃん」と呼び、実の父親の茂雄は「知らない人」と呼び、プレゼントのおもちゃをもらうことも拒否した。茂雄と口論するのり子に驚き、利行にしがみつきながら母親と思っているのり子が、知らない人物と喧嘩していることに不安がっていた。
雑貨屋の店主・ホームレス・塚田・大森和雄（茂雄の父）
演 - 康すおん（四役）
カスミの祖母
演 - 二宮弘子（特別出演）
カスミの父
演 - キヨサク（特別出演）
2012年2月15日に犬のポチと散歩中に事故に遭い他界。ポチはその際逃げてしまった。本名は「タカノリ」。カラオケスタジオを経営していた。
病院長藤田
演 - いまおかしんじ
マキコの紹介でポチ男を保険証なしでCTを撮ってくれた。マキコにべた褒れ。
カラオケ喫茶のバンド
演 - オシリペンペンズ
練習中のバンド
演 - ANATAKIKOU
警察署員
演 - 中川晴樹
刑務官
演 - 土佐和成

## 製作
渋谷すばるの初主演映画である。
2014年6月7日にクランクイン、オール大阪ロケを終え7月2日にクランクアップした。またクランクアップ後の7月17日にもユニバースで撮影が行われた。赤犬のメンバーは監督と同じ大阪芸術大学の卒業生であり、全員本人役として出演する。
プロデューサー小川と監督山下のタッグは2007年の映画『天然コケッコー』以来となる。
2014年11月29日、渋谷が本作主題歌でCDソロデビューをすることが発表。味園ユニバースを皮きりに全国ライブハウス10会場13公演を周るソロツアーが行われることも同時に明かされた。
第44回ロッテルダム国際映画祭に出品。2015年1月、現地時間22日にオランダで行われた同映画祭に渋谷と山下が招待され、渋谷は上映後にライブを行った。その様子は海外メディアにも取り上げられている。
その他、上海国際映画祭などを含めた海外5映画祭、
モスクワ映画祭への出品も決定し2015/08/07時点で計13の海外映画祭に参加している。
2015年夏には香港での公開が決定している。

### スタッフ
- 監督：山下敦弘
- 製作：藤島ジュリーK.
- 共同制作：依田巽
- エグゼクティブプロデューサー：中村浩子、小竹里美、定井勇二
- プロデューサー：原藤一輝、松下剛、小川真司、根岸洋之
- 脚本：菅野友恵
- 共同プロデューサー：長松谷太郎
- ラインプロデューサー：原田耕治
- 撮影：高木風太
- 美術：岩本浩典、安宅紀史
- 照明：小西章永
- 録音：竹内久史
- スタイリスト：伊賀大介
- 衣装：百井豊
- ヘアメイク：望月志穂美
- ヘアメイク（渋谷すばる）：山崎陽子
- 音響効果：井上奈津子
- 方言指導：緒方ちか
- 小道具デザイン、衣装協力：水口グッチ（赤犬）
- 編集：佐藤崇
- 助監督：窪田祐介
- 制作担当：梁民柱
- プロデューサー補：浅原和博
- 音楽：池永正二（あらかじめ決められた恋人たちへ）
- 音楽プロデューサー：北原京子
- 主題歌：渋谷すばる「記憶」
- 挿入歌：渋谷すばる「ココロオドレバ」（主題歌、挿入歌共にインフィニティ・レコーズ）[4]
- 特別協力：味園ユニバース、LabLab
- 制作プロダクション：ジェイ・ストーム／ブリッジヘッド
- 制作協力：マッチポイント
- 配給：ギャガ
- 製作：『味園ユニバース』製作委員会（ジェイ・ストーム、ギャガ、マッチポイント）

## 封切り
全国65スクリーンで公開され、全国映画動員ランキング（興行通信社調べ）で初登場10位となった。公開5週で2億を突破しロングランとエリア拡大を発表している。
2015年8月19日にDVD／Blu-ray Discを発売。8月31日付けのオリコンでDVD／BDランキングそれぞれ映画部門1位を獲得。DVD1.3万、BD1.3万を売り上げた。

## 受賞歴
- 第19回ファンタジア国際映画祭（2015年）[18]
  - 最優秀主演男優賞（渋谷すばる）
  - 最優秀脚本賞（菅野友恵）
- 第10回KINOTAYO現代日本映画祭（2015年）
  - ソレイユ・ドール 観客賞（金の太陽賞 グランプリ）
- おおさかシネマフェスティバル2015
  - 監督賞（山下敦弘）
  - 撮影賞（高木風太）
  - 音楽賞（池永正二）
  - 日本映画ベストテン（作品賞）3位
- 第25回日本映画批評家大賞（2016年）
  - 映画音楽賞（池永正二）[19]